# Noor Sternheim
Noor Sternheim (Amsterdam, 6 april 1943 - aldaar, 10 augustus 2022) was een Nederlands beeldend kunstenaar en schilderes.

## Levensloop

### Opleiding
Sternheim werd geboren in Amsterdam. In 1954 verhuisde zij naar Arnhem waar zij van 1961 tot 1966 studeerde aan de ABKK, Academie voor Beeldende Kunst en Kunstnijverheid te Arnhem, die tegenwoordig deel uitmaakt van ArtEZ. 
Haar studierichting was Vrij Schilderen en Grafische Technieken. Zij kreeg les van onder andere Fred Sieger, Harry van Kruiningen en Henk Peeters.

### Loopbaan
In 1966 verhuisde zij naar Amsterdam en trok in bij haar grote liefde Jan Rodenburg, zij trouwden in 1967 en kregen een zoon, Job Rodenburg. In 1972 verhuisden zij naar Alkmaar. In de periode die volgde ging ook haar carrière als kunstenares van start. Aanvankelijk was Sternheim betrokken bij het Grafisch Atelier Alkmaar alwaar zij een ruimte deelde met andere kunstenaars en zo haar talenten verder kon ontwikkelen op het gebied van grafische technieken zoals lithografie en etsen.
In de loop van de jaren '70 was Noor Sternheim als een van de oprichters betrokken bij het grafisch genootschap Drukkerstroost. Het betrof een groep Noord-Hollandse kunstenaars die samen optrokken en exposeerden in binnen- en buitenland. Zij waren oorspronkelijk ook allemaal gelieerd aan het KunstenaarsCentrumBergen (KCB), waarvan Sternheim sinds 1975 lid was. Sternheim was geruime tijd voorzitter van het grafisch genootschap Drukkerstroost. Binnen Drukkerstroost waren in de beginjaren diverse kunstenaars actief zoals onder andere Peter Bes, Irene Grijzenhout en Leentje Linders die later ook landelijk enige bekendheid genoten. In 1991 verhuisde Sternheim met haar man naar Bergen NH. In het dorp dat toen ook al een broedplaats was voor culturele activiteiten werd zij kunstenaarsbestuurslid van het Adriaan Roland Holst fonds, een stichting die de nalatenschap beheert van de dichter Adriaan Roland Holst en jaarlijks prijzen uitreikt met stipendia. 
In 1978 was zij tekenleraar aan het Murmellius Gymnasium te Alkmaar.
Tot 2016 was zij actief als kunstenares en exposeerde zij haar werk regelmatig, voornamelijk in Nederland en in de regio Noord-Holland, maar ook regelmatig in andere delen van Nederland en een enkele keer internationaal. 
- RKD-Nederlands Instituut voor Kunstgeschiedenis: 75123

- RKD-Nederlands Instituut voor Kunstgeschiedenis: 75123